# Alte Pfarrkirche Pötzleinsdorf

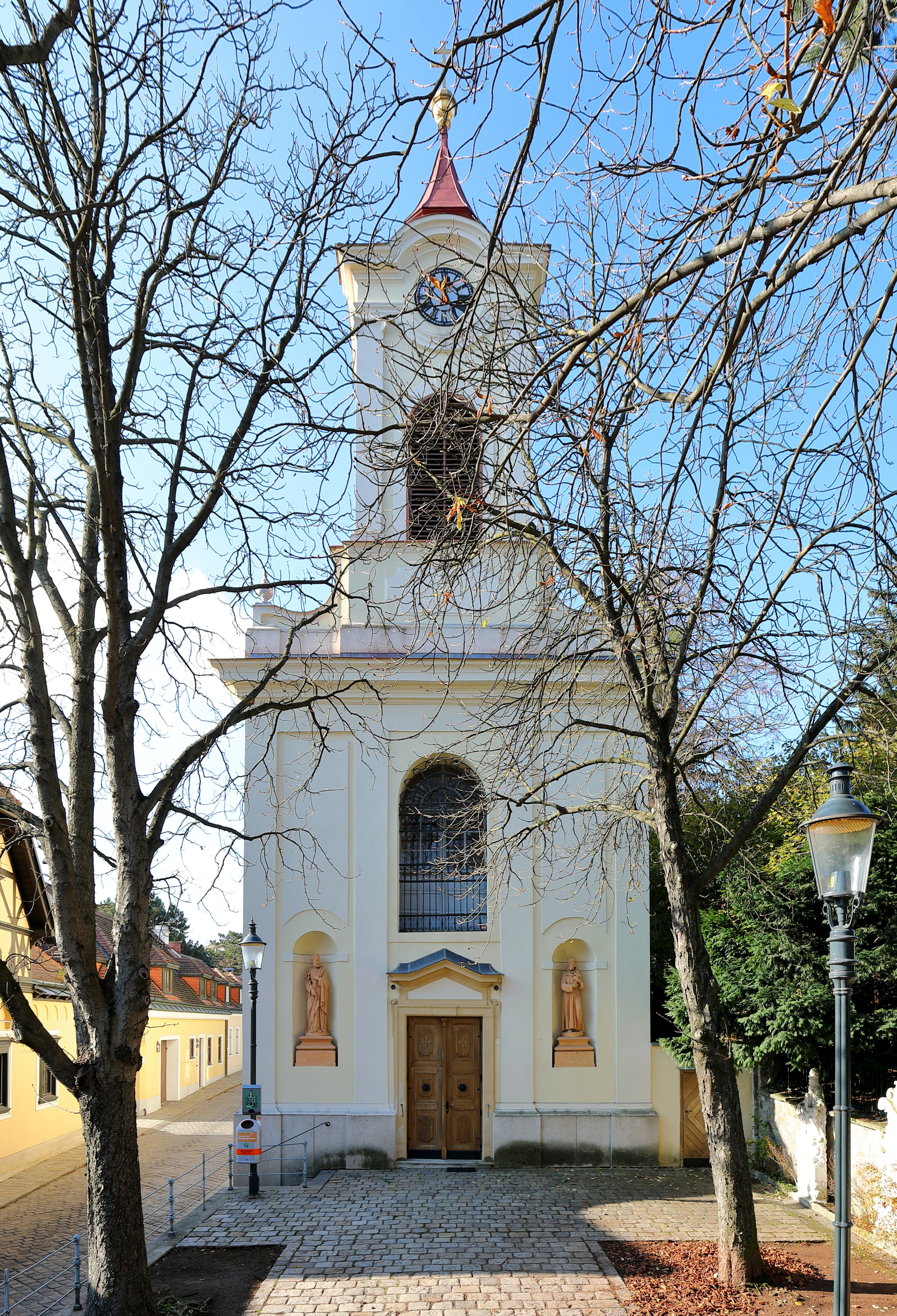
Ägydiuskirche Pötzleinsdorf

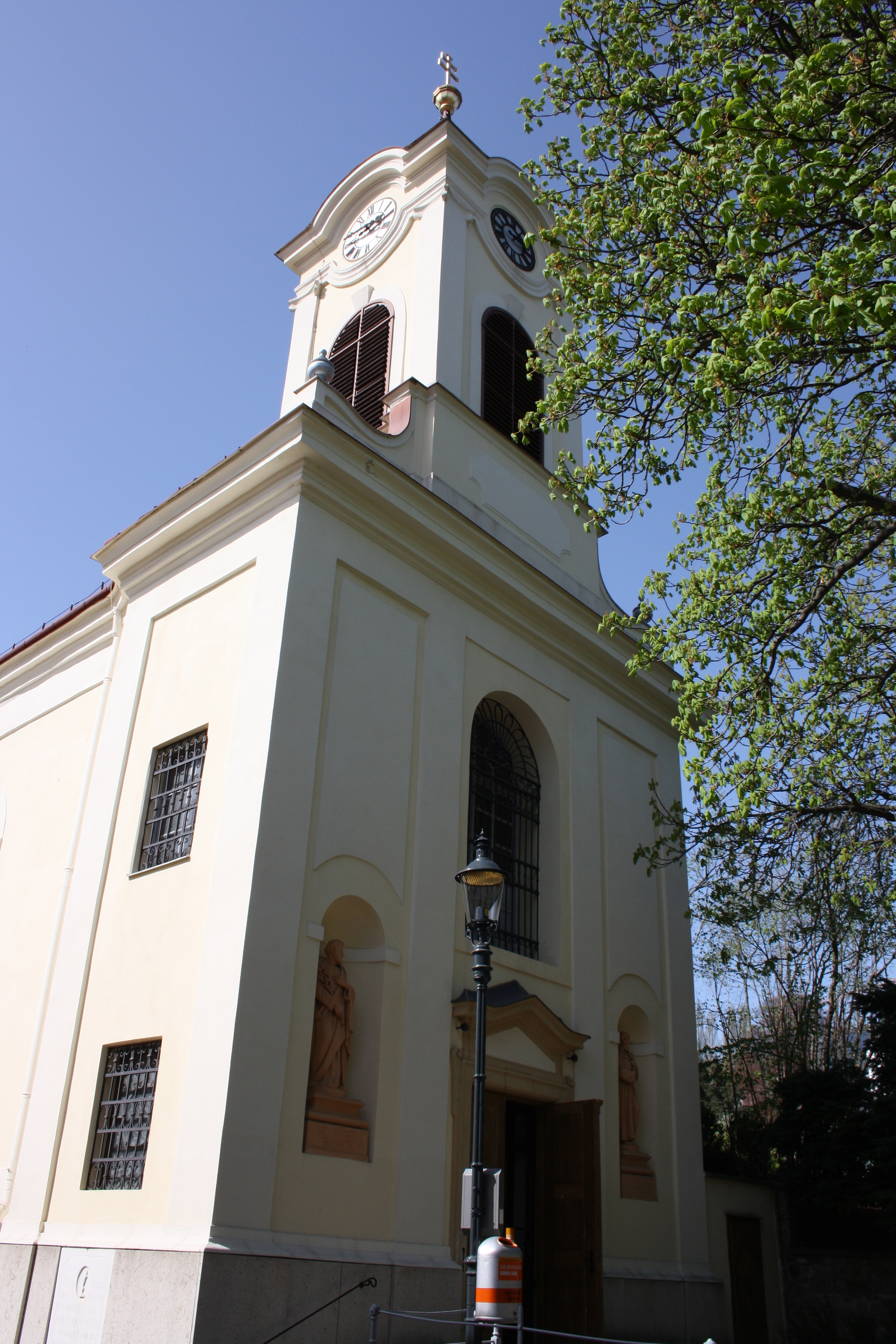
Südostansicht der Ägydiuskirche

Die Ägydiuskirche ist die ehemalige Pötzleinsdorfer Pfarrkirche im 18. Wiener Gemeindebezirk Währing. Sie ist heute eine römisch-katholische Filialkirche der Christkönigspfarre und ist dem heiligen Ägydius geweiht.

## Geschichte
1529 wurde erstmals eine Kapelle in Pötzleinsdorf genannt, die der heiligen Maria und dem heiligen Wilhelm geweiht war. Diese wurde 1683 jedoch im Zuge der Zweiten Wiener Türkenbelagerung niedergebrannt und anschließend wieder aufgebaut. 1746 erfolgte der Ausbau des Gebäudes zu einer Kirche, die jedoch beim großen Dorfbrand 1750 wie auch 31 der 32 Häuser vernichtet wurde. 1752 wurde mit dem völligen Neubau der Kirche begonnen. Errichtet wurde diese jedoch nicht am alten Standort, sondern auf einem von der Gräfin Negrelli an den Grundherrn (das Himmelpfortkloster) gestifteten Grundstück. Der ursprüngliche Standort der Kirche ist unbekannt. Die neue Kirche wurde 1784 zur Pfarrkirche erhoben. Diesen Status verlor die Ägydiuskirche erst am 1. September 1964, als die neue Pötzleinsdorfer Pfarrkirche eingeweiht wurde. Seither ist sie eine Filialkirche. Der Innenraum der Kirche wurde im Sommer 2002 renoviert.

## Bauwerk

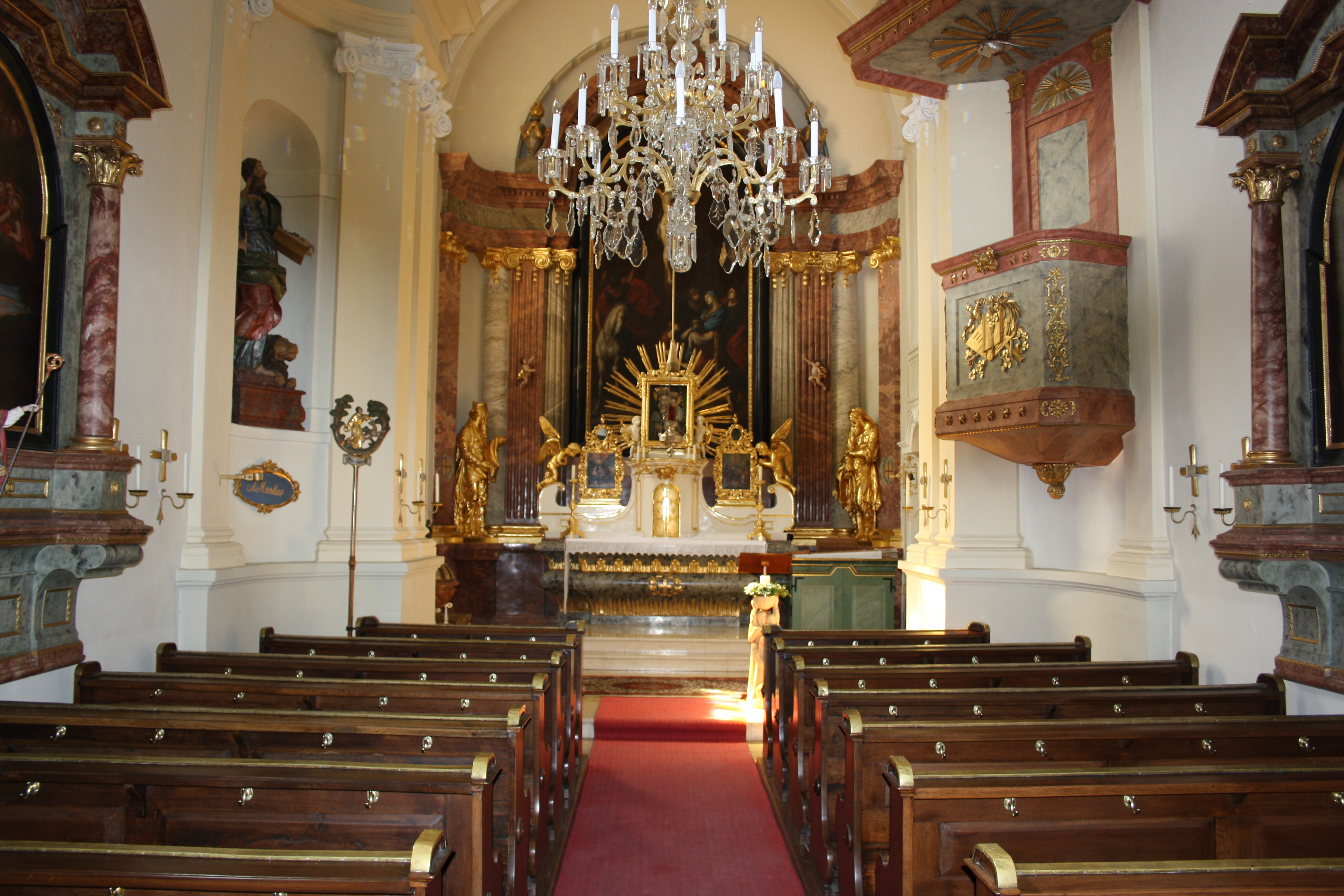
Innenraum der Ägydiuskirche

Die Ägydiuskirche ist eine spätbarocke, einschiffige Kirche, die aus einem rechteckigen Raum mit abgerundeten Ecken besteht. Auffällig ist der quadratische, in die Fassade einbezogene Turm. Die ursprünglichen Glocken wurden in den beiden Weltkriegen für Rüstungszwecke abtransportiert, heute verfügt der Turm über vier Glocken. Vor der Kirche befinden sich an der nordseitigen Mauer zwei barocke Grabsteine. Aus einem Maskaron in einer Wandnische fließt das Wasser der Pötzleinsdorfer Quelle, der einst heilkräftige Wirkung nachgesagt wurde. 
Zentrales Element des Innenraums ist der Hauptaltar mit der Darstellung der Kreuzigung Christi von Johann Nepomuk Steiner. Weiters befindet sich im Vorderteil der Kirche ein großer Tabernakel mit anbetenden Engeln und darüber ein ikonenartiges Marienbild aus dem 17. Jahrhundert. Neben dem Hauptaltar verfügt die Ägydiuskirche auch über zwei Seitenaltäre, von denen einer den Kirchenpatron zeigt (Darstellung von Johann Nepomuk Steiner), ein zweiter den heiligen Antonius von Padua. Weitere wichtige Elemente der Kirche sind eine Darstellung des heiligen Georgs von August Querfurt sowie der kelchartige, aus Marmor geformte Taufkessel. Die Holzdecke des Taufkessels krönt eine Plastik des heiligen Johannes des Täufers. Diese Metallkopie ersetzte eine gestohlene Elfenbeinplastik. Die abgerundeten Nischen der Kirche schmücken weiters die Statuen des heiligen Wolfgang, des heiligen Leonhard und des heiligen Markus, die vierte Ecke wird von der 1835 errichteten Kanzel aus Eschenholz geziert. Über dem Eingang der Kirche befindet sich eine siebenregistrige Orgel aus dem Jahr 1816 von Friedrich Deutschmann, die mehrfach umgebaut wurde. Der Kreuzweg der Kirche stammt hingegen erst aus dem Jahre 1944.